# Локі
Локі Луфеярсон — скандинавський бог бешкетування, жартів та обману, син Фарбауті та Лаувеї, описується як «винахідник обману». Локі в певному сенсі є одночасно богом та йотуном (титани і гіганти скандинавської міфології), оскільки він був із богами протягом довгого часу. Локі був одружений двічі, спочатку з велеткою Ангрбодою, яка народила трьох чудовиськ Фенріра, Йормунганда і Гель. Усі троє успадкували темні сторони характеру батька. Другою дружиною була Сігюн, з якою у нього було двоє синів — Валі й Нарві. Діти Сіґюн гинуть під час Рагнарьоку за злочини Локі.

## Міф
Бог Локі — скандинавський трикстер, є складною особистістю, майстром обману та підступу. Також Локі здатен змінювати як зовнішність, і перетворюватись на тварин (приклади включають перетворення на лосося, коня, птаха, блоху, і т. д.). Деякі теорії вважають Локі духом вогню, що має потенціал як до зла, так і до добра, що асоціюється з вогнем. Такий погляд імовірно походить із можливого походження імені Локі від слова logi «вогонь». За Старшою Еддою, Локі фігурує головним чином або як антагоніст Одіна, або як його шахраюватий побратим.
Локі є батьком багатьох створінь, як людей, так і чудовиськ. Любовні інтрижки з гігантками не були чимось незвичним для богів скандинавської міфології: прикладами є Одін і Фрейр, а оскільки Локі й сам був гігантом, у цьому не було також нічого незвичного. З гіганткою Ангрбодою він мав трьох дітей:
- Йормунганд — морський змій; змій Мідґарда;
- Фенрір — велетенський вовк, призначений долею вбити Одіна під час останньої битви, Рагнароку;
- Гель — богиня, що керує Гельхаймом, одним із скандинавських варіантів посмертя.

Одного дня, коли Локі літав у вигляді сокола, його спіймав крижаний гігант Гейррод. Гейррод, який ненавидів Тора, почав вимагати від Локі, щоб той привів його ворога (без магічного поясу та молота) до замку Гейррода. Локі погодився заманити Тора в пастку.
Прямуючи до Гейррода, вони зупинились у домі гігантки Грід. Вона дочекалась, поки Локі не вийшов із кімнати та розповіла Торові, що відбувається та дала йому свої залізні рукавиці та магічний пояс. Тор убив Гейррода та всіх йотунів, котрі були разом із ним.
Локі був вбивцею Тьяцци і Бальдра, а також знущався з Сів, відрізавши їй волосся поки вона спала. Виправляти ситуацію з волоссям Сів він став тільки тоді, коли цього від нього стали вимагати Одін і Тор. Інколи також порівнюють Локі та Койота, шахрая міфології індіанців.
Часом Локі співпрацює з іншими богами, наприклад, він хитрощами позбавляє бога, що збудував стіну навколо Асгарду, його платні. Для цього Локі перетворився на кобилицю та відволік його коня, привівши після цього до Асгарду восьминогого коня Одіна Слейпніра. У вибачення за знущання над Сів він був змушений здобути в цвергів такі скарби: спис Одіна Гунгнір, корабель Фрейра Скідбладнір, молот Тора та перуку Сіфа в гнома Дваліна. Врешті, в Тримсквіда описана одна із пригод Тора, Локі разом із Тором вдається повернути Мйольнір, що його таємно викрав гігант Трим, що планував обміняти його на одруження із прекрасною Фреєю.
Локі проявив себе як клятвопорушник і зрадник власного побратима, коли підлаштував убивство Бальдра, використавши омелу — єдину рослину, що не присягалась ніколи не завдавати шкоди світлому богові. Локі виготовив стрілу з омели та обманом змусив Гьода, сліпого брата Бальдра, поцілити нею в Бальдра. Локасенна, частина Старшої Едди, що розповідає переважно про Локі, розказує про частину подій, що мали безпосереднє відношення до похорону Бальдра і пошуків Локі, який сховався від інших людей, боячись справедливого покарання.
Боги, пригнічені втратою Бальдра, відправились у підземний світ, щоб виторгувати життя Бальдру. Богиня підземного світу Гель сказала їм, що тільки за умови, що весь світ плакатиме за ним, Бальдр зможе повернутись. Боги перейшли весь світ та всі заплакали за Бальдром. Бальдра оплакували навіть дерева та каміння. Наостанок, у якійсь печері боги знайшли гігантку, але не змогли вмовити її оплакати Бальдра, через що той залишився у світі мертвих.
Коли боги виявили, що гігантка — це насправді Локі, вони спіймали його та прив'язали до трьох скель нутрощами його сина. Потім вони прив'язали над ним змія, отрута котрого скапувала на його обличчя. Дружина Локі Сігюн тримає над його обличчям чашу, в котру збирається отрута, коли надходить час її виливати, отрута зі змія скрапає Локі на обличчя, та він корчиться від болю, викликаючи землетруси. Локі остаточно загине, опинившись в Гельгеймі. Після чого нападе зі своїми дітьми та рештою гігантів на богів. І буде переможений богами вдруге.

## Інші варіанти написання імені
- Данія, Норвегія, Швеція: Loke